# Uczelnie w Serbii
Uczelnie w Serbii mają zarówno wymiar państwowy, jak i prywatny. Poniższa lista szkół wyższych w Serbii opiera się na Webometrycznym rankingu uniwersytetów świata. W poniższej liście nie uwzględniono wydziałów zaindeksowanych przez Webometrics.

## Uniwersytety publiczne
| Zdjęcie | Nazwa uczelni                                         | Data powstania | Miasto     | Strona www                            |
| ------- | ----------------------------------------------------- | -------------- | ---------- | ------------------------------------- |
|         | Uniwersytet w Belgradzie                              | 1808           | Belgrad    | http://bg.ac.rs/                      |
|         | Uniwersytet w Nowym Sadzie                            | 1826           | Nowy Sad   | http://www.uns.ac.rs                  |
|         | Uniwersytet w Niszu                                   |                |            |                                       |
|         | Uniwersytet w Kragujevacu                             | 1976           | Kragujevac | http://www.kg.ac.rs                   |
|         | Univerzitet Singidunum                                |                |            |                                       |
|         | Universiteti i Prishtinës (albański)                  |                |            |                                       |
|         | Uniwersytet w Prisztinie                              |                |            |                                       |
|         | Państwowy Uniwersytet w Novim Pazarze                 |                |            |                                       |
|         | Visoka Tehnicka Skola Strukovnih Studija              |                |            |                                       |
|         | Akademia Sztuk w Belgradzie                           |                |            |                                       |
|         | Uniwersytet w Novim Pazarze                           |                |            |                                       |
|         | Visoka tehnička škola strukovnih studija Novi Beograd |                |            |                                       |
|         | Univerzitet odbrane u Beogradu                        |                |            |                                       |
|         | Belgradzka Akademia Policyjna                         |                |            |                                       |
|         | Akademija Umetnosti Beograd                           |                |            |                                       |
|         | Otvoreni univerzitet Subotica                         |                |            |                                       |
|         | Akademija lepih umetnosti                             |                |            |                                       |
|         | Kolegji ILIRIA                                        |                |            |                                       |
|         | Kolegji Universum                                     |                |            |                                       |
|         | Evropski Univerzitet                                  |                | Brczko     | http://evropskiuniverzitet-brcko.com/ |
|         | Universiteti i Prizrenit                              | 2010           | Prizren    | http://www.uni-prizren.com/           |
|         | Sportska Akademija Beograd                            | 1996           | Belgrad    | http://sportsacademy.edu.rs/          |
|         | Kolegji Evropian Dukagjini                            | 2006           | Peć        | http://dukagjinicollege.eu            |
|         | Belgradzka Akademia Wojskowa                          | 1850           | Belgrad    | http://www.va.mod.gov.rs/             |

## Uniwersytety niepubliczne
| Zdjęcie | Nazwa uczelni                                                                      | Data powstania | Miasto           | Strona www                 |
| ------- | ---------------------------------------------------------------------------------- | -------------- | ---------------- | -------------------------- |
|         | Uniwersytet Edukons                                                                | 2008           | Sremska Kamenica | http://educons.edu.rs      |
|         | Univerzitet Džon Nezbit                                                            | 1980           | Belgrad          | http://en.naisbitt.edu.rs/ |
|         | Univerzitet Metropolitan                                                           |                |                  |                            |
|         | University for Business and Technology                                             |                |                  |                            |
|         | Visoka škola za informacione tehnologije, računarski dizajn i savremeno poslovanje |                |                  |                            |
|         | Kolegji AAB                                                                        |                |                  |                            |
|         | Univerzitet Union                                                                  |                |                  |                            |
|         | Alfa univerzitet                                                                   |                |                  |                            |
|         | Univerzitet Privredna akademija u Novom Sadu                                       |                |                  |                            |
|         | High Technical School Uzice                                                        |                |                  |                            |
|         | Univerzitet Union Nikola Tesla                                                     |                |                  |                            |
|         | College of Textil Leskovac                                                         |                |                  |                            |
|         | The Rochester Institute of Technology Kosovo                                       |                |                  |                            |
|         | Kolegji Riinvest                                                                   |                |                  |                            |